# Šedivec
Šedivec település Csehországban, az Ústí nad Orlicí-i járásban. Šedivec Letohrad, Nekoř és Lukavice településekkel határos. Lakosainak száma 205 fő (2024. január 1.).

## Népesség
A település lakosságának változását az alábbi diagram mutatja:
| Lakosok száma | 293  | 322  | 268  | 211  | 181  | 206  | 213  | 202  | 195  | 205  |
|               | 1869 | 1900 | 1921 | 1961 | 1980 | 2011 | 2016 | 2019 | 2021 | 2024 |